# فراری ۴۵۶
فراری ۴۵۶ (Ferrari ۴۵۶) خودرویی است که در سال‌های ۱۹۹۲ تا ۲۰۰۳تولید شده‌است.
این خودرو در کلاس خودرو GT قرار گرفته، طراحی آن خودروهای موتور جلو-محور عقب بوده است. 